# برین‌سیدوفوویر
برین‌سیدوفوویر (انگلیسی: Brincidofovir) که با نام تجاری Tembexa فروخته می‌شود، یک داروی ضد ویروسی است که برای درمان آبله استفاده می‌شود.  برین‌سیدوفوویر یک پیش داروی سیدوفوویر است. ترکیب به یک لیپید، برای آزادسازی سیدوفوویر به صورت درون سلولی طراحی شده است که به غلظت‌های داخل سلولی بالاتر و پایین‌تر سیدوفوویر در پلاسما اجازه می‌دهد، به طور موثری فعالیت آن را در برابر ویروس‌های dsDNA و همچنین فراهمی زیستی خوراکی افزایش می‌دهد.
شایع‌ترین عوارض جانبی شامل اسهال، حالت تهوع، استفراغ و درد شکم است.
برین‌سیدوفوویر برای استفاده پزشکی در ایالات متحده آمریکا در ژوئن ۲۰۲۱ تأیید شد.

## مصارف پزشکی
برین‌سیدوفوویر برای درمان بیماری آبله انسانی ناشی از ویروس واریولا نشان داده شده است.